# Kieźliny

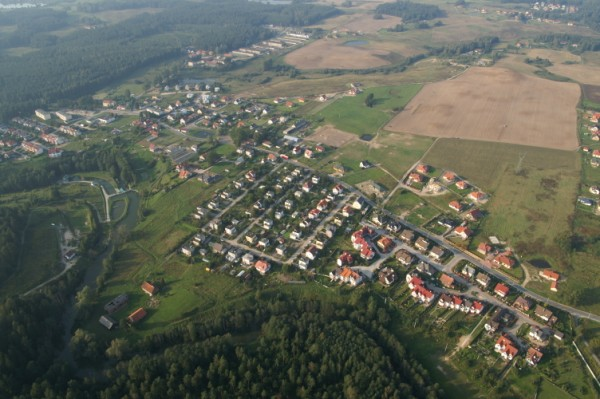
Kieźliny (2006)

Kieźliny [kʲɛˈʑlinɨ] (deutsch Köslienen) ist ein Dorf mit Sołectwo (Schulzenamt) in der südlichen Woiwodschaft Ermland-Masuren. Es gehört zur Gmina (Landgemeinde) Dywity (Diwitten) im Powiat Olsztyński (Kreis Allenstein) im Norden Polens.

## Geographie

### Geographische Lage
Das Dorf liegt im Westen der Masurischen Seenplatte, die zum Baltischen Höhenrücken gehört. Charakteristisch für die Gegend sind zahlreiche Seen, Flüsse, sowie Nadel- und Mischwälder.
Die Entfernung nach Barczewo (Wartenburg in Ostpreußen) beträgt elf und nach Olsztyn (Allenstein) fünf Kilometer. Südlich des Dorfes fließt die Wadąg, die wenig später in die Łyna mündet. Unweit nordöstlich vom Dorf erstreckt sich der See Wadąg (Wadangsee).
Westlich am Dorf entlang verläuft die polnische Landesstraße 51 (ehemalige deutsche Reichsstraße 134) Olsztyn – Dobre Miasto – Lidzbark Warmiński – Bartoszyce – Bagrationowsk.

### Geologie
Die Landschaft ist durch den fennoskandischen Eisschild gestaltet worden und ist eine postglaziale, hügelige, bewaldete Grundmoräne mit vielen Rinnen-, Binnenseen und Flüssen.

## Geschichte

### Ortsgeschichte
Ursprünglich lag in dieser Gegend die südliche Gau Barten der heidnischen Prußen. Im Zuge der Zwangschristianisierung durch den Deutschen Orden wurde das Bistum Ermland ab dem Jahr 1243 ein Teil des Deutschordenslandes.
Bereits zum 31. Dezember 1348 ist der Ort „Friedrichsdorf“ mit 40 Hufen begründet worden. Im August 1406 übertrug das Domkapitel dem Dorf vier Hufen zu einem Gemeindewald. Im Jahr 1656 hatte Köslienen zwölf Adelshufen im Besitz des Vasallen Habicht und einen Schulzen und fünf Bauern auf 18 Hufen, von denen fünf wüst lagen.
Nach dem Zweiten Frieden von Thorn im Jahr 1466 wurde Ermland als autonomes Fürstbistum Ermland der Krone Polens unterordnet. Mit der ersten Teilung Polens im Jahr 1772 wurde Ermland ein Teil des Königreichs Preußen. Anfang Mai 1874 ist der Amtsbezirk Nickelsdorf (polnisch Nikielkowo) mit den Landgemeinden Köslienen, Micken, Salbken und Wadang und den Gutsbezirken Nickelsdorf und Trautzig gebildet worden.
Aufgrund der Bestimmungen des Versailler Vertrags stimmte die Bevölkerung im Abstimmungsgebiet Allenstein, zu dem Köslienen gehörte, am 11. Juli 1920 über die weitere staatliche Zugehörigkeit zu Ostpreußen (und damit zu Deutschland) oder den Anschluss an Polen ab. In Köslienen stimmten 220 Einwohner für den Verbleib bei Ostpreußen, auf Polen entfielen 20 Stimmen.
Die größten Bauernhöfe in den Jahren 1930–1933 waren:
- Leokadia Jagalla, 58 ha
- Jacob Klimek, 46 ha
- Anton Meik, 51 ha
- Gebrüder Palmowski, 61 ha
- Andreas Schnarbach, 43 ha
- Eduard Thamm, 46 ha

Im Zuge der Ostpreußischen Operation wurde Köslienen Ende Januar 1945 von der Roten Armee eingenommen und der sowjetischen Kommandantur unterstellt. Nach Kriegsende kam das Dorf zur Volksrepublik Polen und heißt seither Kieźliny. Es gehört zur Gmina Dywity (Landgemeinde Diwitten) im Powiat Olsztyński (Kreis Allenstein) und lag von 1975 bis 1998 in der Woiwodschaft Olsztyn, danach in der Woiwodschaft Ermland-Masuren.

### Einwohnerentwicklung
- 1861: 0279[4]
- 1905: 0413
- 1913: 0440
- 1921: 0427
- 1924: 0421
- 2011: 1267[1]

## Religionen

### Christentum

#### Römisch-katholisch

##### Kirchengeschichte

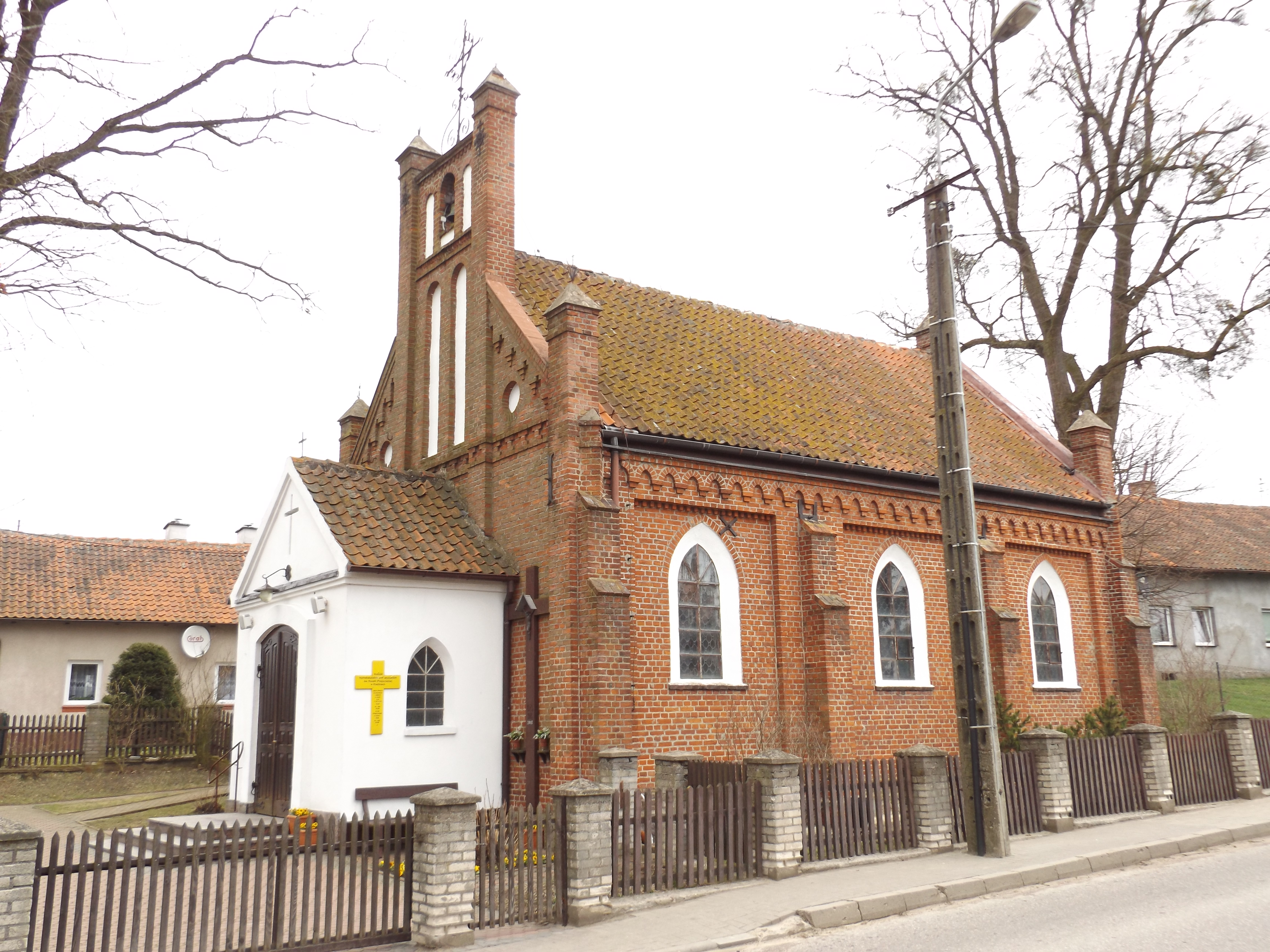
St.-Rosalia-Kapelle (2015)

Die heidnischen Prußen verehrten die baltischen und litauischen Gottheiten. Im Zuge der Zwangschristianisierung durch den Deutschen Ordnen wurde das Bistum Ermland gegründet, das ab dem Jahr 1243 ein Teil des Deutschordenslandes wurde. Mit der Gründung im Jahr 1348 des Kirchspiels Allenstein gehörte Köslienen von 1348 bis 1916 der Pfarrei mit der St.-Jacobi-Kirche in Stadtmitte an. Als im nördlichen Stadtteil Allensteins die St.-Josef-Kirche nach Entwurf des Architekten Friedrich Heitmann errichtet wurde, erfolgte 1916 die Umpfarrung Köslienens zur St.-Josef-Kirchengemeinde.

##### Kapelle
Der Maurermeister Franz Bulitta beendete 1905 in Köslienen den Bau der St.-Rosalia-Kapelle, die im September 1906 eingeweiht wurde. Im April 1981 wurde in Kieźliny eine eigene Pfarrei begründet. Sie gehört zum Dekanat Olsztyn II - Zatorze im Erzbistum Ermland.

#### Evangelisch
Die Einwohner Köslienens evangelischer Konfession besuchten zunächst die Gottesdienste in Allenstein (polnisch Olsztyn), die im nördlichen Flügel der Burg gefeiert wurden. Ab Oktober 1877 stand die neu errichtete Christus-Erlöser-Kirche in Allenstein zur Verfügung.

## Söhne und Töchter des Ortes
- Alois Bulitta (1897–1971), deutscher Oberregierungs- und Schulrat, Slawist und Buchautor
- Franz Bulitta (1900–1974), deutscher Geistlicher Rat und katholischer Pfarrer
- Josef Bulitta (1908–1979), deutscher Jurist, Richter und Buchautor